# Leeuwenia convergens
Leeuwenia convergens is een tripsensoort uit de tripsenfamilie Phlaeothripidae. De soort werd voor het eerst benoemd door Hood in 1918.